# Walt Disney's The Jungle Book: Groove Party
Walt Disney's The Jungle Book: Groove Party (The Jungle Book: Rhythm n'Groove in Amerika) is een dansspel voor het Sony PlayStation- en Playstation 2-systeem. Het spel werd uitgebracht in 2000 voor de PS1, en in 2003 (Amerika) en 2004 (Europa) voor de PS2. Het spel lijkt erg op Dance Dance Revolution, alleen bevat dit spel liedjes van de Jungle Book-serie. Het perspectief van het spel wordt getoond in de derde persoon.

## Platforms
| Jaar | Platform             |
| ---- | -------------------- |
| 2000 | PlayStation, Windows |
| 2001 | PlayStation 2        |

## Liedjes
| Liedje                            | Zanger(s)           |
| --------------------------------- | ------------------- |
| "The Jungle's No Place for a Boy" | Bagheera            |
| "Join the Ranks"                  | Hathi en Junior     |
| "The Bare Necessities"            | Baloo               |
| "Go Bananas in the Coconut Tree"  | De apen             |
| "I Wan'na Be Like You"            | King Louie/Lou Bega |
| "A Mood for Food"                 | Kaa                 |
| "We Are the Vultures"             | the Voltures        |
| "Run"                             | Shere Khan          |
| "A Brand New Day"                 | Shanti              |

## Ontvangst
| Beoordeeld door       | Platform      | Datum            | Score |
| --------------------- | ------------- | ---------------- | ----- |
| Absolute Playstation  | PlayStation   | 2000             | 88%   |
| Gamezone (Duitsland)  | PlayStation 2 | 26 april 2001    | 68%   |
| Jeuxvideo.com         | Windows       | 1 maart 2001     | 65%   |
| PC Player (Duitsland) | Windows       | december 2000    | 64%   |
| Jeuxvideo.com         | PlayStation   | 8 november 2000  | 60%   |
| PC Games (Duitsland)  | Windows       | 7 maart 2001     | 51%   |
| Super Play            | PlayStation   | januari 2001     | 50%   |
| PlayFrance            | PlayStation 2 | 10 april 2003    | 50%   |
| IGN                   | PlayStation   | 29 november 2000 | 40%   |
| GameSpy               | PlayStation 2 | 26 maart 2003    | 40%   |